# 24947 Hausdorff
24947 Hausdorff este un asteroid din centura principală de asteroizi.

## Descriere
24947 Hausdorff este un asteroid din centura principală de asteroizi. A fost descoperit pe 7 iulie 1997 la Prescott (Arizona) de Paul G. Comba. Asteroidul prezintă o orbită caracterizată de o semiaxă mare de 2,85 ua, o excentricitate de 0,10 și o înclinație de 1,1° în raport cu ecliptica.